# Distylium chungii
Distylium chungii là một loài thực vật có hoa trong họ Hamamelidaceae. Loài này được (Metcalfe) W.C.Cheng miêu tả khoa học đầu tiên năm 1932.